# Abdou Moumouni

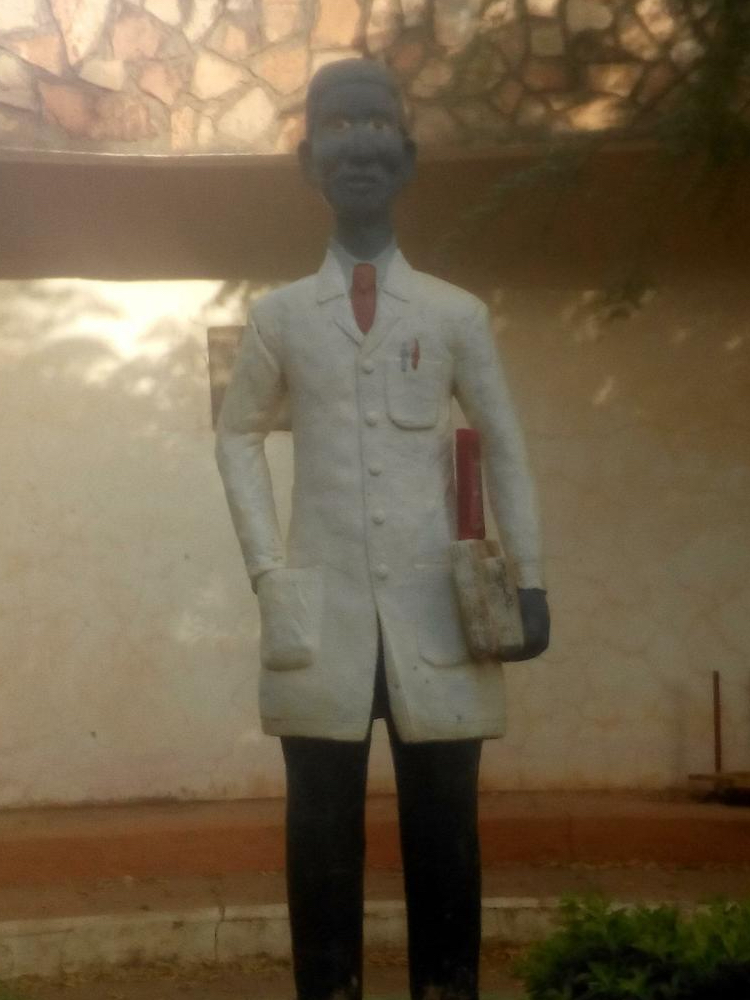
Statue von Abdou Moumouni auf dem Gelände der Abdou-Moumouni-Universität Niamey

Abdou Moumouni Dioffo (* 26. Juni 1929 in Tessaoua; † 7. April 1991) war ein nigrischer Physiker und Spezialist für Solarenergie. Er wirkte von 1979 bis 1982 als Rektor der nach seinem Tod nach ihm benannten Abdou-Moumouni-Universität Niamey.

## Leben
Abdou Moumouni stammte aus einer Fulbe-Familie aus Kirtachi. Er besuchte die Regionalschule in Zinder und die höhere Grundschule in Niamey. Ab 1944 ging er auf die École normale William Ponty, die damalige Kaderschmiede Französisch-Westafrikas. Er machte 1948 am Lycée Van Vollenhoven in Dakar einen Abschluss mit Schwerpunkt auf Elementarmathematik. Moumouni wurde für die Classes préparatoires am Lycée Saint-Louis in Paris zugelassen, die er von 1948 bis 1950 absolvierte. Anschließend studierte er an der Universität von Paris, an deren Fakultät für Physik er 1953 eine Licence machte, gefolgt von einem Diplôme d’études supérieures in Physik im darauffolgenden Jahr. Er war ein Gründungsmitglied der Fédération des étudiants d’Afrique noire en France, der Vereinigung der Studenten aus Subsahara-Afrika in Frankreich. 1956 erwarb er als erster Afrikaner die Agrégation für Physik.
Moumouni arbeitete von 1956 bis 1958 als Lehrer am Lycée Van Vollenhoven in Dakar. Er gehörte zu den Gründungsmitgliedern der Parti africain de l’indépendance (PAI), einer marxistisch-leninistischen Partei in Senegal. Ab 1958 war er Lehrer am Lycée Donka in Conakry in Guinea, bis er 1959 nach Niger zurückkehrte, wo er am Collège classique et moderne de Niamey unterrichtete. Er war ein Anhänger der linken Partei Sawaba. Dies hatte er mit vielen seiner Schüler gemeinsam, die ihn auch unterstützten, als er 1961 aus politischen Gründen als Lehrer suspendiert wurde. Moumouni erhielt daraufhin ein Stipendium der Akademie der Wissenschaften der UdSSR, mit dem er bis 1964 sein Studium in der Sowjetunion fortsetzte und dort sein Wissen zu Solarenergie vertiefte.
Er lebte danach in Mali, dessen Staatspräsidenten Modibo Keïta, einem führenden Antiimperialisten, er politisch nahestand. Moumouni richtete das Labor für Solarenergie der Republik Mali ein, das er von 1964 bis 1969 leitete. Daneben unterrichtete er an der höheren Normalschule in Bamako und promovierte 1967 an der Universität von Paris zum Doctor d’État. Nach Modibo Keïtas Sturz kehrte er 1969 wieder nach Niger zurück. Dort leitete er von 1969 bis 1985 das Büro für Solarenergie Nigers (ONERSOL). Abdou Moumouni gehörte zu den treibenden Kräfte der Gründung der ersten Universität in Niger. Seine Bemühungen resultierten 1971 in der Einrichtung des Centre d’Enseignement supérieur in Niamey, aus dem 1973 die Universität Niamey hervorging. Der Direktor des Centre und erste Rektor der Universität war der Mathematiker Boubakar Ba. Ihm folgte Abdou Moumouni 1979 als Rektor im Amt nach, bis er 1982 vom Sprachwissenschaftler Abdou Hamani abgelöst wurde. Zuletzt wirkte Moumouni von 1989 bis 1991 als Professor für Physik an der naturwissenschaftlichen Fakultät. Zudem war er als Berater in Energiefragen für Institutionen wie die UNESCO, die Afrikanische Entwicklungsbank und den Club of Rome tätig.
Abdou Moumouni war verheiratet und hatte drei Kinder. Seine Ehefrau Ai͏̈ssata Moumouni Kané war Ministerin in der nigrischen Regierung. Er wurde in seinem Heimatort Kirtachi bestattet.

## Werk

### Überblick
Abdou Moumouni betonte stets auch die politische Dimension seines Wirkens als Physikers: Mit Innovationen bei der Nutzung der Sonnenenergie wollte er einen Beitrag zur Energieautarkie Afrikas und zur Dekolonisation Afrikas und zum Panafrikanismus leisten. Er besaß mehrere Patente bei der Organisation Africaine de la Propriété Intellectuelle, unter anderem für ein Solarmodul und für eine den Bedingungen der Sahelzone angepasste thermische Solaranlage. Das Büro für Solarenergie Nigers (ONERSOL) legte unter seiner Leitung den Fokus nicht nur auf die Forschung, sondern vor allem auch auf die Produktion und direkte Anwendbarkeit. Ferner veröffentlichte Moumouni 1964 mit L’éducation en Afrique ein viel beachtetes Buch, in dem darlegte, wie das Bildungswesen in Afrika zu einer selbstbestimmten Entwicklung des Kontinents beitragen könnte.

### Schriften
- L’éducation en Afrique. Maspero, Paris 1964.
- L’énergie solaire dans les pays africains. In: Présence Africaine. Vol. 50, Nr. 2, 1964, S. 96–126.
- Analyse des particularités du fonctionnement des radiomètres thermoélectriques à disque récepteur absorbant, en régime permanent. In: International Journal of Heat and Mass Transfer. Vol. 10, Nr. 10, Oktober 1967, S. 1339–1348.
- Contribution à l’analyse du fonctionnement d’un réfrigérateur thermoélectrique alimenté par une pile thermoélectrique. In: Advanced Energy Conversion. Vol. 7, Nr. 1, 1967, S. 53–65.
- Etude théorique et expérimentale de la répartition de l’énergie du rayonnement concentré dans le plan focal de miroirs parabolique précis du type "Projecteur de D. C. A." Thèse sci. phys. Université de Paris, Paris 1967.
- Sur le fonctionnement en régime variable du radiomètre thermoélectrique à disque récepteur absorbant. In: International Journal of Heat and Mass Transfer. Vol. 11, Nr. 2, Februar 1968, S. 145–154.
- Energy Needs and Problems in the Sahelian and Sudanese Zones: Prospects of Solar Power. In: Ambio. Vol. 2, Nr. 2, 1973, S. 203–213.
- Solar Energy Utilisation for Developing Countries. In: Science and Public Policy. Nr. 1/8, August 1974, S. 207–209.

## Ehrungen
Abdou Moumouni war Kommandeur des Nationalordens Nigers und Offizier des Ordens der akademischen Palmen Nigers. Die Weltorganisation für geistiges Eigentum verlieh ihm eine Goldmedaille.
Die Universität Niamey wurde im August 1992 in Abdou-Moumouni-Universität umbenannt. Moumounis Todestag, der 7. April, wird in Niger nach einem Gesetzesbeschluss als „Tag der erneuerbaren Energien“ begangen. Im Jahr 2002 wurde mit der Fondation Abdou Moumouni Dioffo eine private Stiftung gegründet, deren Ziel die Förderung und Entwicklung erneuerbarer Energien, insbesondere der Solarenergie, ist.